# Alain Mabanckou
Alain Mabanckou (Pointe-Noire (Republiek Congo), 24 februari 1966) is een Franstalige Congolese schrijver en dichter. Hij bezit de Franse nationaliteit. Hij studeerde rechten in Frankrijk en is sinds 2006 verbonden aan de University of California in Los Angeles (UCLA) als hoogleraar Franstalige literatuur. Pointe Noire, de Congolese havenstad waar hij geboren is en zijn jeugd doorbracht, is een belangrijke inspiratiebron voor zijn werk.

## Levensloop
Alain Mabanckou groeide op in de Congolese kustplaats Pointe-Noire. Op de lagere school kwam hij kwam voor het eerst in aanraking met de Franse taal. Zijn moeder Pauline Kengué sprak Bembe. Zijn vader Roger Kimangou was receptionist in Hotel Victory Palace in Pointe-Noire, en sprak thuis Kikongo.
Mabanckou behaalde in 1981 een B.A. literatuur en filosofie aan het Lycée Karl-Marx. Daarna studeerde hij korte tijd rechten aan de L’Université Marien-Ngouabi in Brazzaville. 
Op 22-jarige leeftijd won hij een studiebeurs en vertrok naar Nantes (Frankrijk) waar hij rechten ging studeren. Hij vervolgde zijn studie aan de Université Paris XII en aan de L’Université Paris-Dauphine in Parijs.
Na het voltooien van zijn rechtenstudie werkte hij een tiental jaren bij de onderneming
Suez-Lyonnaise des Eaux.
Gedurende drie jaar was hij als schrijver in residence verbonden aan de University of Michigan in Ann Arbor (USA) waar hij Franstalige literatuur doceerde.
In 2006 werd hij benoemd tot hoogleraar Franse literatuur aan de University of California in Los Angelos (UCLA).
Gedurende het academische jaar 2015 - 2016 was hij als gasthoogleraar verbonden aan het Collège de France waar hij de leerstoel artistieke creatie bezette. Op 17 maart 2016 sprak hij zijn inaugurele rede uit die ook in druk is verschenen: Lettres noires : des Ténèbres à la Lumière.
Hij is artistiek directeur van Atlantide, het literatuurfestival in Nantes.
Alain Mabanckou werd in 2011 benoemd tot Chevalier de la Légion d'honneur en in 2016 tot Officier des Arts et Lettres.
Hij woont in Santa Monica, Californië.

## Schrijversloopbaan
In dezelfde periode dat Alain Mabanckou werkte voor Suez-Lyonnaise des Eaux schreef hij zijn eerste roman Bleu-Blanc-Rouge. Voor deze roman ontving hij de Grand Prix Littéraire d'Afrique noire 1999.
Het thema van deze roman is de migratie van jonge Afrikanen naar Frankrijk. Zij dromen van een beter bestaan in Frankrijk maar komen terecht in een wereld van illegaliteit en werkloosheid.
Met zijn roman Verre Cassé (2005) wordt Mabanckou bekend bij een breder publiek. De hoofdpersoon van deze roman is Verre Cassé (Gebroken Glas), een voormalige leraar, alcoholist en trouwe klant van de smerige Congolese bar Crédit à Voyage, die het leven in het café beschrijft en op verzoek van de eigenaar de fantastische en komische verhalen van de andere stamgasten op papier zet.
Mémoires de porc-épic, verschenen in 2006, leverde Mabanckou de Prix Renaudot op. Volgens een Afrikaanse legende hebben alle mensen een dieren-dubbelganger, sommige goedaardig, andere slecht. Porc-épic (stekelvarken) is de dubbel van een jonge Congolees. Het magisch realistische verhaal verandert gaandeweg in een psychologisch portret van een jonge man die afglijdt naar de wereld van geweld.
In 2007 wordt de poëzie van  Alain Mabanckou opnieuw uitgegeven onder de titel Tant que les arbres s'enracineront dans la terre.
In 2007 verscheen ook Lettre à Jimmy over de Amerikaanse schrijver James Baldwin, geschreven op de twintigste jaardag van Baldwins overlijden. Mabanckou plaatst het leven van James Baldwin in de context van de Afrikaanse diaspora en gebruikt zijn eigen ervaringen als een in de VS wonende Afrikaan om lezers kennis te laten maken met het leven van James Baldwin.
De roman Black Bazar wordt gepubliceerd in 2009. In deze roman portretteert Mabanckou een aantal Afrikaanse stamgasten van Jip's, een Afro-Cubaanse bar in Parijs.
Onder dezelfde titel produceerde Alain Mabanckou ook twee cd's met Congolese rumbamuziek.
In het essay Le sanglot de l'homme noire (2012) schrijft Alain Mabanckou over de zwarte identiteit. Hij bepleit om niet om in de val te lopen van een fundamentele confrontatie tussen zwarte en blanke beschaving. Over zichzelf zegt hij: "Ik ben geboren in Congo-Brazzaville, ik heb gestudeerd in Frankrijk, ik doceer nu in Californië. Ik ben zwart, ik heb een Frans paspoort en een Green Card. Wie ben ik? ik vind het moeilijk om dat te zeggen. Maar ik weiger om mijn identiteit te laten definiëren door tranen en wrok".
In Lumières de Pointe noire (2013) bezoekt Alain Mabanckou, 23 jaar nadat hij Congo-Brazzaville heeft verlaten, opnieuw de stad van zijn jeugd. 
Hij schrijft over zijn kindertijd en over zijn moeder Pauline, overleden in 1995 en begraven zonder zijn aanwezigheid. Hij ervaart opnieuw de wervelende mythologie van de Congolese cultuur. Mabanckou vertelt over gevoel van afwezigheid en verbondenheid en hij beschrijft "de weg naar het huis dat ons nooit verlaat, hoe lang geleden we ook van dat huis zijn vertrokken".
Le monde est mon language is verschenen in 2016. In dit boek bespreekt Mabanckou het werk van Franstalige schrijvers afkomstig uit Afrika, Europa en Noord-Amerika. Met deze portretten laat hij zien dat de Franstalige literatuur zich niet alleen beperkt tot Frankrijk.
Ter gelegenheid van verschijnen van zijn boek Penser et écrire l'Afrique aujourd'hui geeft Mabanckou een uitgebreid interview over zijn opvattingen en over zijn rol als schrijver.
Naast zijn romans en essays heeft Alain Mabanckou een aantal dichtbundels gepubliceerd en schreef hij twee kinderboeken.
De werken van Alain Mabanckou zijn vertaald in meer dan twintig talen, waaronder Engels, Amerikaans, Hebreeuws, Koreaans, Spaans, Pools, Catalaans en Italiaans.

## Nederlandse vertaling:Prins Peper
In 2015 verschijnt de roman Petit Piment. Dit is tot nu toe het enige boek van Alain Mabanckou dat in het Nederlands vertaald is.
Met twee vrienden ontvlucht de jonge Mozes het weeshuis waar hij opgroeit. Zij komen terecht in Pointe-Noire waar ze een nieuw leven beginnen als dievenbende. De roman is opgedragen aan de jongens van de Côte Sauvage, het stadsstrand van Pointe-Noire.

## Publicaties
Romans
- 1998: Bleu-Blanc-Rouge. Présence africaine.
- 2001: Et Dieu seul sait comment je dors. Présence africaine.
- 2002: Les Petits-fils nègres de Vercingetorix. Le Serpent à plumes.
- 2003: African Psycho, Le Serpent à plumes.
- 2005: Verre cassé, Éditions du Seuil.
- 2006: Mémoires de porc-épic. Éditions du Seuil (winnaar Prix Renaudot).
- 2009: Black Bazar, Éditions du Seuil.
- 2010: Demain j'aurai vingt ans, Éditions Gallimard. Pocketeditie met een voorwoord van Jean-Marie Gustave Le Clézio.
- 2012: Tais-toi et meurs. Éditions de La Branche (Detective).
- 2013: Lumières de Pointe-Noire. Éditions du Seuil.
- 2015: Petit Piment, Parijs, Éditions du Seuil. Nederlandse vertaling: Prins Peper. Vertaald door Jan Pieter van der Sterre en Reintje Ghoos. De Geus, Amsterdam, 2017. 256 pag.
- 2018 Les cigognes sont immortelles. Éditions du Seuil.
- 2022 Le Commerce des Allongés. Éditions du Seuil.

Gedichtenbundels
- 1993: Au jour le jour. Maison rhodanienne de poésie.
- 1995: La Légende de l'errance. Éditions L'Harmattan.
- 1995: L'Usure des lendemains. Nouvelles du Sud.
- 1997: Les arbres aussi versent des larmes. L'Harmattan.
- 1999: Quand le coq annoncera l'aube d'un autre jour. L'Harmattan.
- 2004: Tant que les arbres s'enracineront dans la terre. Éditions du Seuil (verzamelde poëzie, nieuwe uitgave 2017).
- 2016: Congo. Mémoire d'encrier.

Essays
- 2007: Lettre à Jimmy (James Baldwin). Fayard.
- 2009: L'Europe depuis l'Afrique. Éditions Naïve.
- 2011: Écrivain et oiseau migrateur. André Versaille éditeur.
- 2012: Le Sanglot de l'homme noir. Fayard.
- 2016: Lettres noires : des ténèbres à la lumière. Coll. Leçons inaugurales au Collège de France. Coédition Collège de France / Fayard.
- 2016: Le monde est mon langage. Grasset.
- 2017: Penser et écrire l'Afrique aujourd'hui. Du Seuil.
- 2019: Dictionnaire enjoué des cultures africaines, samen met Abdourahman Waberi. Fayard.
- 2020: Huit leçons sur l'Afrique. Grasset
- 2020: Rumeurs d'Amérique. Plon
- 2023: Notre France noire : de A à Z, samen met Pascal Blanchard en Abdourahman Waberi. Fayard.

Bloemlezingen
- 2010 : Six poètes d'Afrique francophone (Senghor, Birago Diop, Dadié, Loutard, U Tam'si en Rabemananjara). Points.
- 2013 : L'Afrique qui vient (met Michel Le Bris). Éditions Hoëbeke.

Jeugdboeken
- 2000 : L'Enterrement de ma mère. Éditions Kaléidoscope.
- 2010 : Ma Sœur Étoile. Seuil-Jeunesse.
- 2019 : Le Coq solitaire, illustrations de Yuna Troël. Seuil-Jeunesse.

Muziek
- 2012: Black Bazar, album met Congolese rumba. Geproduceerd door Alain Mabanckou, met de musici Modogo Abarambwa en Sam Tshintu.
- 2013: Black Bazar — Round 2. Geproduceerd door Alain Mabanckou volgens de composities van de gitarist Popolipo Beniko en de bassist Michel Lumana.